# Chatham (Illinois)
Chatham – wieś w USA, w stanie Illinois, w hrabstwie Sangamon.

## Demografia
Liczba mieszkańców w 2006 wynosiła 10 039 osób. W 2023 liczba mieszkańców wzrosła do 14 525 osób, a gęstość zaludnienia przekroczyła 761 osób/km².